# マルティナス・ポツィウス (政治家)
マルティナス・ポツィウス（リトアニア語: Martynas Pocius、1983年2月7日 - ）は、リトアニアの政治家。

## 経歴
1983年、クライペダ生まれ。
2002年、クライペダ建築学校を卒業。
市民民主党に所属した後、秩序と正義に所属。2011年よりクライペダ地区自治体議員。
妻はエリカ、娘はトマ。